# Beniamino Migliucci
Beniamino Migliucci (* 27. Dezember 1955 in Bozen) ist ein italienischer Rechtsanwalt und Politiker.
Migliucci arbeitet in Bozen als Rechtsanwalt. 1998 wurde er für die Lista Civica – Forza Italia – Centro Cristiano Democratico in den Südtiroler Landtag und damit gleichzeitig den Regionalrat Trentino-Südtirol gewählt, trat jedoch bereits am 7. Mai 1999 von seinem Mandat zurück und wurde durch Antonino Lo Sciuto ersetzt. 2010 wurde Migliucci, bereits zuvor Präsident der Kammer der Südtiroler Strafverteidiger, zum Präsidenten des Consiglio delle Camere Penali, des nationalen Rats der Kammern der Strafverteidiger gewählt. 2014 übernahm er im selben Verband die Präsidentschaft der Unione delle Camere Penali Italiane, die er bis 2018 innehatte.